# Одеський український театральний інститут імені Марка Кропивницького
Одеський український театральний інститут імені Марка Кропивницького — вищий державний навчальний заклад, що діяв в Одесі в 1919—1924 роках.

## Історія створення
Влітку 1919 року в Одесі за ініціативи функціонера в галузі освіти Аркадія Миколюка було створено українську драматичну студію в будинку, де раніше діяла гімназія Ковальчука, на розі Софіївської та Торгової вулиць (будинок № 22/31). Адміністративно студію очолив професор Володимир Лазурський, а театральною частиною почав керувати ветеран театральної справи — актор і режисер побутового театру — Григорій Горський. На другий рік існування студія вже мала власне добротне приміщення в провулку біля вул. Дерибасівської, напроти палати перського шаха.
На 1 курс прийняли близько 120 осіб, здебільшого малоосвічених вихідців із робітничого середовища. Їм охоче допомагало освічене жіноцтво. Стосунки між студентами були дружніми. Більш освічені дівчата допомагали в навчанні менш освіченим чоловікам.
Дикцію викладав Онисим Суслов, виразне читання та театральний репертуар — Григорій Горський, декламацію — Лев Ковальчук (згодом — Ольга Городиська), мімодраму — Сергій Ценін, танці та пластику викладав балетмейстер і танцюрист Одеського оперного театру Казимір Казиміров. Серед викладацького складу були також К. О. Бачинський (історія української літератури), Р. Волков (історія українського театру), М. Слабченко (мистецтво актора). Студія діяла майже безперервно за активної участі добровольців. Д. П. Коханський отримав доручення організувати хор, але через брак коштів справу співів та музики було вирішено не продовжувати.
Коли у жовтні 1919 року в Одесу прийшли денікінці, було побоювання, що без державної підтримки український театр не виживе, але заняття проводились майже без перерви. Цьому сприяло те, що В. Лазурський заради врятування студії і через непрйняття більшовизму погодився очолити лекційний відділ одеського відділення пропаганди Добровольчої армії. Наприкінці січня 1920 року більшовики повернулись в Одесу.
Влітку 1920 року ректором студії став Михайло Слабченко (досі відомі документи фіксували його директорство лише з лютого 1921 р.). В. Лазурський зазначав, що студія була перетворена в театральний інститут ім. М. Кропивницького.
Свіжий струмінь до інституту внесли запрошені викладачі — актори Молодого театру Леся Курбаса Ольга Городиська і Валерій Васильєв. З успіхом пройшли вистави українського, російського та західноєвропейського репертуарів, зокрема, «Іван Гус», «Панна Мара» і «Молода кров» (В. Винниченко), «Вишневий сад» (А. Чехов). За режисури Городиської на перехідні іспити готували окремі дії з репертуарів європейського театру. На перший випускний іспит за режисурою Ольги Городиської та Григорія Горського було поставлено «Співочі товариства» Винниченка (перша дія), «Осінь» Олександра Олеся, «Благодатна надія» Германа Геєрманса (четверта дія). Випуск акторів пройшов з великим успіхом.
З весни 1921 р. В. Лазурський викладав історію шекспірівського театру. Серед акторів в своїх спогадах він назвав М. Богданова, Н. Бублай, Г. Боровик, М. Жаданівського, Н. Іващенко, Н. Лазурську, Н. Лисицьку, В. Тищенко, П. Шамрай. Спогади чоловіка лаконічно доповнила Наталя Богомолець-Лазурська: «в студію і театр вкладено багато любові і справжніх чуттів до мистецтва». Таким чином, серед багатьох починань українських митців Одеси 1917—1920 рр. «Українська театральна студія» виявилася найбільш живучою, створивши базу для заснування Українського державного театру імені Т. Шевченка та Одеської державної музичної академії ім. А. В. Нежданової. У газеті «Молодая Украйна» Наталя Лазурська вітала успіхи українського театру, віддаючи належне і російським колегам.
Одеський український театральний інститут імені Марка Кропивницького як державна вища школа існував до 1924 року.

## Ректори
- Михайло Слабченко
- Григорій Горський

## Викладачі студії та інституту
- Михайло Слабченко, історія загальноєвропейського театру, історія України
- Григорій Горський, режисура, художнє читання
- Володимир Лазурський, історія шекспірівського театру
- Олександр Адашев
- К. О. Бачинський, історія української літератури
- Валерій Васильєв, режисура
- Роман Волков, історія українського театру
- Ольга Городиська, декламація, режисура
- Казимір Казиміров (справжнє прізвище — Кейм), танці та пластика
- Лев Ковальчук, декламація, українська література і мова
- Тимофіїв М. І., дикція і декламація[3]
- Олександр Мурський
- Онисим Суслов, дикція
- Сергій Ценін, мімодрама
- Гаврило Гловацький
- Марія Гребінецька
- Василь Черневський, грим

## Випускники студії та інституту
- Наталя Богомолець-Лазурська — актриса, історик українського театру
- Володимир Мошинський — живописець, актор, військовик, автор спогадів про навчання в студії ім. Кропивницького[4]
- Галина Боровик-Гловацька (1896—1984) — актриса, донька Віталія Боровика
- Михайло Жаданівський (1896—1938) — згодом актор Харківського драматичного театру ім. Т. Г. Шевченка, репресований[5]
- Марія Кубраченко — актриса Державного українського театру під керівництвом О. З. Суслова
- Галина Бортнянська — актриса Державного українського театру під керівництвом О. З. Суслова